# Míša
Míša je druh nanuku vyráběného z tvarohu, smetany a cukru, který je obalen v čokoládové polevě. Vyrábět se začal v roce 1962 v továrně Laktos v pražských Vysočanech, vznikl ale ve výrobním závodu Zdounky. Logem tohoto nanuku je medvídek. Od počátku má stabilní velikost (jeden nanuk je 55 ml), podobu a obal. Od roku 2001 se vyrábí vyjma čisté tvarohové verze i s příchutí jahod a meruněk. Od roku 2005 se pak dal zakoupit nanuk Míša ve větší vaničce. Jeho výroba však byla ukončena v roce 2015.
V roce 2006 změnila značka Míša majitele, když společnost Alima prodala značku potravinářskému holdingu Unilever, která Míšu prodává skrze značku Algida. V současnosti je Míša vyráběn v třebíčské firmě Tipafrost. V Česku tento druh nanuku k roku 2009 vedl žebříček 10 nejprodávanějších nanuků. Podobná obliba tvarohového mraženého krému je v celosvětovém srovnání ojedinělá. K roku 2014 zabíral Míša 13 % podíl na českém trhu.
Jeden nanuk Míša obsahuje energie odpovídající 528 kJ, respektive 126,19 kcal. Tvaroh je v něm zastoupen 65 % ve zmrzlinové části, pokud připočteme i čokoládový obal, pak 52 %. Ve vaničce byl obsah tvarohu nižší o 12 %. Verze ve vaničce se vyráběla v Polsku.

## Historie
V roce 1921 si nechal zmrzlinu v čokoládě v USA patentovat dánský přistěhovalec Christian Kent Nelson. Zmrzlina nesla název Eskimo Pie (Eskymácký koláč). Potvrzení patentu proběhlo 24. ledna 1922 pod číslem 1 404 539. Ve stejném roce informoval o americkém vynálezu eskima také československý tisk.
V roce 1934 požádal židovský obchodník Emil Probst (též psáno Propst) Magistrát města Prahy o povolení ke zřízení živnosti na výrobu a velkoprodej cukrovinek, zejména zmrzliny v čokoládě pod známkou „Eskimo“. Firmu hodlal provozovat společně s Josefem Neuradem na adrese Praha II, Na Příkopě čp. 20. Firma nesla název Emil Probst, Zuckerwarenerzeugung (Eskimo - Brick).
V roce 1938 uvedla na trh firma Vašata a spol. na Václavském náměstí zmrzlinu v čokoládě pod názvem NANUK.
Severní pól přeložen do Prahy.

Nastala ohromná změna v zeměpisu: Severní pól přeložen do Prahy — a to do Vašatova automatu na Václavské náměstí. Co z toho vzniklo? VAŠATŮV NANUK! Nejskvělejší mražená lahůdka tohoto století! První výpravy pražských Eskymáků už se přihlásily. Přijďte také! Už ta podívaná, jak se NANUK dělá, stojí za to. Cena NANUKU je také pod nulou: jeden NANUK za 1 Kč! P. S. Na všeobecnou žádost Pražanů prodává Vašata také populární ESKYMO. Můžete je dostat po celý den. 

VAŠATA A SPOL. PRAHA, VÁCLAVSKÉ NÁM. 16
Polední list, Praha, 11.07.1938
Eskimo (zmrzlina v čokoládě) bylo roznášeno v biografech a rozváženo zmrzlináři v bílých vozících a to až do roku 1939. V roce 1942 byli Emil Probst, jeho manželka Františka a dcera Lili Probstová deportováni do koncentračního tábora v Terezíně, kde všichni zahynuli. Probstova firma byla nejprve arizována a nakonec přepsána na Františka Tauchmanna. Firma nesla od roku 1942 nový název: „Eskymo - Süßwarenerzeugung Fr. Tauchmann“, česky Eskymo - výroba cukrovinek, Fr. Tauchmann.
Po druhé světové válce Ministerstvo zemědělství bývalou firmu Emila Probsta konfiskovalo a po únoru 1948 zřídilo závod Eskymo-Laktos. Namísto značky Eskimo, uvedl Laktos v roce 1949 na trh nový výrobek pod ochranou značkou NANUK, který měl zrovna jako původní Eskimo-pie na obalu Eskymáka (Nanuka). Národní podnik „Pražské mlékárny“ uvedl na trh zmrzlinový dort „Polárka“. Do roku 1969 se tak v mrazicích pultech vedle sebe objevovaly mražené krémy: Nanuk, Eskymo, Ledňáček a Polárka. Během normalizace se stal výraz nanuk synonymem pro všechny zmrzliny v čokoládě a dřevěné tyčince.

## Rozšíření
Míša je rozšířen především v Česku a Slovensku. V roce 2018 se povedlo expandovat do Maďarska, kde byl pro maďarský trh přejmenován na Túró Ice. Dále také bylo informováno o expanzi do Polska a jiných západních zemí.